# 銭崇澍
銭 崇澍（Chien Sung-Shu、钱崇澍、1883年11月11日 - 1965年12月28日）は、中国の植物学者である。中国科学院会員、中国科学院植物学研究所長、全国人民代表大会常務委員会委員などを務めた。

## 略歴
1883年11月11日:浙江省海寧市に生まれた。祖父銭保塘は役人である。
1909年:上海南洋公学（現在の上海交通大学）を卒業後、唐山路礦學堂（現在の西南交通大学）で学んだ。
1910年-1916年:シカゴ大学、ハーバード大学に留学、植物学の学士号を取得。
1916年-1918年:南京甲種農専科学校教授。
1919年-1928年:金陵大学農科、国立東南大学（現在の南京大学）生物系、清華大学、廈門大学教授および北京農業大学教授兼生物系主任。
1928年-1945年:中国科学社生物研究所研究教授兼植物部主任および四川大学教授兼植物部主任。
1945年-1949年:復旦大学教授兼農学院院長。
1950年-1965年:中国科学院植物分類研究所、植物研究所研究員兼所長。
1965年12月28日:北京で逝去。

## 主要著書
- 『賓州毛莨的兩個亞洲近似種』、(1916年-1917年)
- 『鋇、鍶、鈰對於水綿屬植物的特殊作用』- 中国における植物生理学の先駆的著作
- 『安徽黄山植物之初歩観察』(1927年) - 中国における植物地理学の先駆的著作

陳煥鏞の『中国植物誌』の編集にも参加した。